# Mecz piłkarski Polska – Węgry (1939)

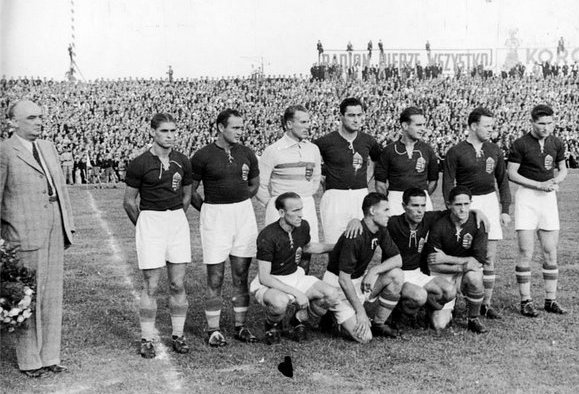
Reprezentacja Węgier – przedmeczowa prezentacja

Mecz towarzyski pomiędzy reprezentacjami narodowymi Polski i Węgier rozegrany w niedzielę 27 sierpnia 1939 roku na Stadionie Wojska Polskiego w Warszawie. Był to ostatni mecz reprezentacji Polski przed wybuchem II wojny światowej, który zakończył się niespodziewanie zwycięstwem reprezentacji Polski 4:2 nad drużyną finalistów Mistrzostw Świata 1938. Spotkanie oglądało 20 000 widzów. Sędziował fiński arbiter Esko K. Pekonen.

## Składy
Polska:
Adolf Krzyk (bramkarz), Władysław Szczepaniak, Edmund Giemsa, Wilhelm Góra, Edward Jabłoński, Ewald Dytko (gol 75 minuta), Henryk Jaźnicki, (zmiana w 31 minucie – Stanisław Baran), Ewald Cebula, Leonard Piątek, Ernest Wilimowski (gol 33, 64 i 76 minuta), Paweł Cyganek.
Selekcjoner: Józef Kałuża, trener: Marian Spoida
 Węgry:
Ferenc Sziklai (bramkarz), Károly Kis, Sándor Bíró, Antal Szalay, József Turay, János Dudás, Sándor Ádám (gol 30 minuta), György Sárosi, Gyula Zsengellér (gol 14 minuta), Géza Toldi, László Gyetvai.
Trener: Dénes Ginzery

## Po meczu
Jak podkreślił dziennikarz Przeglądu Sportowego do sukcesu polskiej drużyny przyczyniła się taktyka szkockiego trenera Alexa Jamesa, który na zaproszenie Polskiego Związku Piłki Nożnej odwiedził Polskę i doradzał między innymi selekcjonerowi Kałuży. Na bankiecie pomeczowym w Klubie Urzędników Ministerstwa Spraw Zagranicznych prezes PZPN pułkownik Kazimierz Glabisz powiedział: Piłkarstwo polskie zaczęło swą historię powojenną od meczu z Węgrami i kto wie, czy dzisiejszy mecz nie jest ostatni przed wojną.